# Simulium spilmani
Simulium spilmani es una especie de insecto del género Simulium, familia Simuliidae, orden Diptera.
Fue descrita científicamente por Stone, 1969.